# Första republiken Österrike
Republiken Österrike (tyska: Republik Österreich) syftar på den period i Österrikes historia som varade från Freden i Saint-Germain i september 1919, efter första världskriget vilket blev slutet på Republiken Tysk-Österrike och fick ett slut i och med grundandet av en austrofascistisk diktatur 1933/1934 efter Österrikiska inbördeskriget. Ett definitivt slut för Österrikes första republik följde med Anschluss till Nazityskland 1938. 
Österrike var de facto republik, men konstitutionen identifierade inte staten så, och officiellt namn var Federala staten Österrike. Den austrofascistiska konstitutionen räknade inte Österrike som republik utan Förbundsstat (federal stat).
Perioden kännetecknades av våldsamma stridigheter mellan den politiska vänstern och högern, som julirevolten 1927. Österrikes konstitution skrevs 1920 och utökades 1929.

## Bildande
1919 upplöstes staten Tysk-Österrike genom freden i Saint Germain. Österrike förlorade områden med tyskdominerad befolkning i Sudetenland till Tjeckoslovakien, tysk-dominerade del av grevskapet Tyrolen till Italien (sedan 1919 Sydtyrolen) och en bit land till Jugoslavien. Fördraget ledde till ilska hos den tysktalande befolkningen i Österrike, som menade att detta stred mot USA:s president Woodrow Wilsons fjorton punkter under fredsförhandlingarna, framför allt alla folks rätt till "självbestämmande". Den nya staten lyckades två gånger hindra att bli av med land till grannarna. Det första var sydöstra Kärnten, som framför allt beboddes av  slovener. Kärnten hindrades genom folkomröstning den 20 oktober 1920 från att tillfalla Jugoslavien, då befolkningen röstade för att fortsätta tillhöra Österrike. Andra gången var då man stoppade Ungerns anspråk på Burgenland, som, under namnet "Västra Ungern", tillhört Kungariket Ungern sedan 1647. Det var främst befolkat av tysktalande befolkning, men också kroatisk- och ungersktalande minoriteter. Genom freden i Saint Germain blev området österrikiskt 1921. Efter en folkomröstning, valde staden Sopron (Tyska Ödenburg) att förbli ungersk.
Efter kriget styrdes Österrike av diverse höger- och vänsterpartier. 1920 skapade koalitionsregeringen Österrikes konstitution. Den nya staten var dock svår att kontrollera, då flera av det gamla kejsardömets ekonomiskt viktiga områden gått förlorade. Dessutom var många av de nya staterna fortfarande ekonomiskt beroende av bankerna i Wien.

## Statsskick och politik, 1920–1932
Efter 1920 dominerades österrikisk politik av Kristligt-sociala partiet, som hade starka band med Romersk-katolska kyrkan. Partiets första kansler, Ignaz Seipel, försökte skapa en politisk allians mellan rika företagare och romersk-katolska kyrkan. Trots ett stabilt parti  vid makten, drabbades Österrike av spänningar och våldsamheter, där både vänsterns (Republikanischer Schutzbund) och högerns (Heimwehr) politiska paramilitära styrkor drabbade samman. 1927 startade vänstern en stor protest mot att höger-paramilitära styrkor frikänts från att ha dödat en man och ett barn. Den så kallade julirevolten slogs ner av polisen, och flera demonstranter dödades. Våldet i Österrike fortsatte sedan fram till 1930-talets början, då Engelbert Dollfuss blev kansler.

## Austrofascism
Det auktoritära styret baserades på det regerande partiet, Fosterländska fronten, och det paramilitära Heimwehr.  praktiken innebar det att den demokratiska konstitutionen och parlamentarismen från mars 1933 till maj 1934 ersattes av ett auktoritärt system, en så kallad Ständestaat, där president och förbundskansler styrde i samråd genom dekret och genom ett icke-parlamentariskt tvåkammarparlament samt en rad korporativa, ej valda organ som representerade landets olika yrkesgrenar. 
Engelbert Dollfuss ledde landet fram till att han mördades av nazister i ett kuppförsök (Juliputsch) 1934. Han efterträddes av Kurt Schuschnigg, som störtades vid austrofascismens fall i samband med Anschluss, Tysklands annektering av Österrike i mars 1938. I början av 1938 tvingades president Miklas motvilligt utse nazisten Arthur Seyss-Inquart till minister, därefter till förbundskansler. Denne vidtog omedelbart förberedelser för anslutning till Tyskland. Anschluss den 13 mars 1938 innebar slutet för Österrike som självständig stat och austrofascismen.

## Förbundskanslerer (inklusive 1934-1938)
- 1918-1920 Karl Renner (SDAPÖ)
- 1920-1921 Michael Mayr (CS)
- 1921-1922 Johann Schober
- 1922         Walter Breisky
- 1922         Johann Schober
- 1922-1924 Ignaz Seipel (CS)
- 1924-1926 Rudolf Ramek (CS)
- 1926-1929 Ignaz Seipel (CS)
- 1929         Ernst Streeruwitz (CS)
- 1929-1930 Johann Schober
- 1930         Carl Vaugoin (CS)
- 1930-1931 Otto Ender (CS)
- 1931-1932 Karl Buresch (CS)
- 1932-1934 Engelbert Dollfuss (CS/VF)
- 1934-1938 Kurt Schuschnigg (VF)
- 1938         Arthur Seyß-Inquart (NSDAP)